# Boruca
Boruca, pleme Talamancan Indijanaca s pacifičke obale Kostarike oko zaljeva Coronado. Boruce su po jeziku srodni plemenima Burucaca iz unutrašnjosti Kostarike, Coto ili Cocto i Turucaca oko zaljeva Dulce. 

## Jezik
Jezik boruca (borunca, burunca, brunca, brunka) član je porodice talamancan, velie porodice chibchan.

## Lokalne skupine
Podskupina Osa naseljena je oko zaljeva Dulce na pacifičkoj obali Kostarike. Druga skupina, Quepo, s Quepos Pointa je nestala.

## Lokacija
Boruca danas žive na tri rezervata. Pleme Osa živi na rezervatu Osa, a ostali u provinciji Puntarenas na rezervatima Boruca i Curré. Sela: Boruca, Curré, Maíz, Bijagual, Cañablancal, Cajón, Mano de Tigre, Lagarto, Chánguina i Puerto Nuevo.

## Populacija
Boruca-populacija na rezervatima iznosila je 2,660 (1990.).

## Etnografija
Boruce su agrikulturan narod. Kukuruz, grah, manioka, slatki krumpir i kakao temelj su njihovog opstanka i ekonomije, a od kolonijalnog vremena prihvatili su i neke uvezene kulture, kao što su riža u kava. Lovom, riječnim ribolovom i sakupljanjem dolaze do ostalih potrepština neophodnih u životu. Sakuplja se divlje bilje zbog hrane, ali i zbog medicinskih potreba kao i zbog građevinskog materijala. Kuće Boruca grade se od prirodnog materijala, to je divlja trska od koje se rade zidovi i savanska trava za prekrivanje krovova.
Boruce su i poznati tkalci i drvorezbari (maske). Pamučna tkanja koja tkaju na razbojima bojana su prorodnim bojama koje dobivaju iz raznih biljaka. Narandžasta se dobiva od achiote, žuta od yuquilla (Curcuma longa), plava od lišća sacatinta (Justicia tinctoria), svjetloplava od Indigofera suffruticosa, crna od kore cabonero drveta (Guarea guara) i sjemenki janaipa, crvena od tika (Tectona grandis)
Traicionalne maske izrađuju se od drveta (Ochroma Lagopus), nisu bojane a koriste se za vrijeme svečanosti La Danza de los Diablitos, 31 prosinca. Različite bojane maske namijenjene su tek turistima za prodaju.

## Povijest
U prošlosti su Boruce živjeli iz obalu Pacifika sve od Queposa do današnje panamske granice, uključujući i poluotok Osa. Kroz povijest moguće je da su asimilirali danas nestale talamancanske skupine Abubaes, Cocto, Quepo, Burucaca i Turucaca. Godine 1956. Kostarika je za njih i srodno pleme Terraba utemeljila rezervat Boruca-Terraba koji je kasnije podijeljen na 3 rezervata, od kojih su dva, Curré i Boruca, namijenjeni Borucama, a rezervat Terraba za Térrabe.

## Vanjske poveznice
- Reserva Indígena Boruca  Arhivirana inačica izvorne stranice od 24. rujna 2009. (Wayback Machine)
- Boruca Indian Textiles, Costa Rica[neaktivna poveznica]